# Egydio Schwade

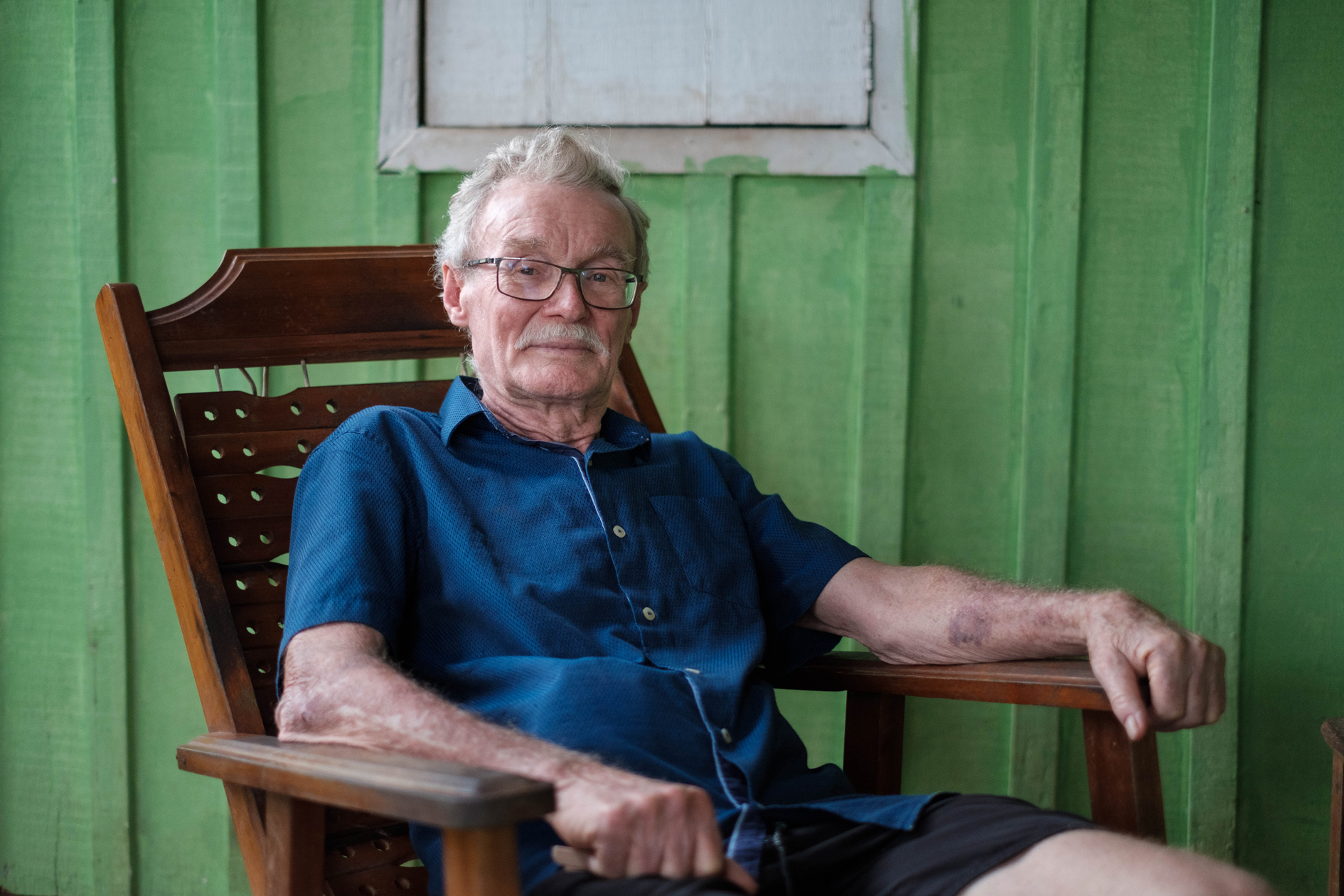
Egydio Schwade (2018)

Egydio Schwade - Feliz, 7 de julho de 1935 (89 anos) - é um filósofo, teólogo, indigenista e ativista social brasileiro, primeiro secretário-geral do Conselho Indigenista Missionário.

## Biografia
Filho de imigrantes alemães, Schwade é graduado em Filosofia (1962) e em Teologia (1969) pela Universidade do Vale do Rio dos Sinos. A partir de janeiro de 1963, teve sua primeira experiência entre indígenas, quando foi enviado pelos jesuítas para trabalhar em dois internatos na Missão Anchieta (MIA) no Noroeste de Mato Grosso. Permaneceu na missão até1966, mas não deixou mais a dedicação aos povos nativos. Para pôr em prática os princípios do Concílio Vaticano II, em fevereiro de 1969, criou com seu amigo Thomaz de Aquino Lisboa a Operação Anchieta (Opan) - atual Operação Amazônia Nativa - que no ano seguinte começou a enviar jovens católicos e evangélicos para comunidades indígenas em uma perspectiva de inculturação. Permaneceu por quatro anos como coordenador técnico da Opan.
Em 1972, foi um dos fundadores do Conselho Indigenista Missionário (Cimi), tendo sido o primeiro secretário executivo da entidade de 1973 até 1980. Em 1973, foi um dos redatores do documento Y-Juca-Pirama – o Índio, aquele que deve morrer, denunciando violações dos direitos dos povos indígenas, assinado por um grupo de bispos e missionários. Apesar de ser proibido, pelos militares que comandavam a Funai, de entrar nas áreas indígenas, Schwade aproveitou os vazios do poder para visitar inúmeras áreas e povos indígenas por todo o país, animando-os na luta pelos direitos.
Em 1975, participou da fundação da Comissão Pastoral da Terra (CPT).
Em 1978, decidiu se casar com a também indigenista Doroti Alice Muller Schwade (1948-2010), que até então atuava no Rio Purus. Entretanto, Egydio não aceitou pedir a laicização e, apesar de todas as pressões superiores, não assinou as demissórias da Companhia de Jesus ou do sacerdócio. Ao longo dos anos de atuação no Amazonas, na década de 1980, era reconhecido por todo o povo como padre Egydio apesar de não poder celebrar a Eucaristia. O casal teve cinco filhos: Marcos Ajuri, Maurício Adu, Mayá Regina, Thiago Maiká e Luiz Augusto.
Em 1980, a convite de Dom Jorge Eduardo Marskell, prelado de Itacoatiara, se mudaram para a cidade, para trabalhar na Pastoral Indigenista com o povo Waimiri-Atroari. Naquele mesmo ano, viajou para Roterdão, denunciou no 4º Tribunal Russell o genocídio contra os povos indígenas. Fundou em 1983 o Movimento de Apoio à Resistência Waimiri-Atroari (MAREWA). Na Nova República, os Schwade tiveram acesso à comunidade Waimiri-Atroari, e entre 1985-1987 desenvolveram um processo de alfabetização a partir do método Paulo Freire, o que permitiu aos indígenas contar por meio de desenhos, da escrita e de viva voz as atrocidades ocorridas no regime militar. Por causa disso, foram expulsos da área indígena.
Na década de 1980, ajudaram na fundação do Partido dos Trabalhadores no Estado do Amazonas, apesar de ainda não se filiarem. Foi candidato a presidente do PT, candidato a prefeito em 1988, e a deputado federal em 1990.
Se estabeleceram em Presidente Figueiredo, onde, em 1992, criou a Casa da Cultura Urubuí (CACUÍ), que mantém acervo da memória do povo Waimiri-Atroari e subsídios da história da região. Colaborou também com o Sindicato dos Trabalhadores Rurais e os movimentos sociais no município. Nesse período, foi articulador do Setor de Educação Indígena do CIMI Norte I no Amazonas e Roraima (1994-1995) e articulador do Setor de Auto-sustentação das comunidades indígenas do Regional (1996-1997). Se dedicou a agricultura familiar e ministrou cursos em apicultura e agroecologia.
Foi um dos coordenadores do Comitê Estadual da Verdade, Memória e Justiça do Amazonas, que procurou ouvir os relatos de perseguidos pela Ditadura Militar e, por meio dessa ação pôde levar à Comissão Nacional da Verdade, o massacre contra o povo Waimiri-Atroari pelos militares durante as obras da BR-174.
Em 2015, em seu aniversário de 80 anos, Egydio recebeu o título de Cidadão do Estado do Amazonas, concedido pela Assembleia Legislativa do Amazonas. Em 2023, recebeu um Doutorado Honoris Causa pela Universidade Estadual de Montes Claros, honraria aprovada em 2021.